# نادي باردوبيتسه لكرة السلة
نادي باردوبيتسه لكرة السلة (بالتشيكية: BK JIP Pardubice)‏ هو فريق كرة سلة تشيكي للمحترفين تأسس في سنة 1956 يقع مقره في باردوبيتسه. ينافس في الدوري التشيكي الوطني لكرة السلة.

## الإنجازات
- الدوري التشيكي الوطني لكرة السلة
  - المركز الثالث (1): 2015–16
- كأس التشيك لكرة السلة
  - البطولة (2): 1994، 2016

## وصلات خارجية
- الموقع الرسمي